# Cabin Fever (película)
Cabin Fever es una película estadounidense de comedia y terror de 2002. Es la primera entrega de la saga del mismo nombre; dirigida por Eli Roth y protagonizada por Rider Strong, Jordan Ladd, James DeBello y Cerina Vincent. La trama gira en torno a cinco universitarios que, para celebrar sus vacaciones, deciden pasar unos días en una cabaña del bosque. Allí se infectan con un extraño y contagioso virus de la piel que descompone el tejido de quienes se infectan. Los jóvenes inician una desenfrenada lucha por la supervivencia, con violentas consecuencias.
La película está basada en la propia experiencia de Roth, que contrajo una extraña infección cutánea durante un período en el que trabajaba en Islandia. Para la dirección de la película, Roth quiso plasmar las influencias de sus películas favoritas de terror clásicas de los años 1970 y 1980, como The Evil Dead, The Texas Chain Saw Massacre y The Last House on the Left.
En febrero de 2010 apareció una versión del director en formato Blu-Ray.

## Sinopsis
Un grupo de amigos, dos chicas y tres chicos, alquilan una cabaña en el bosque para pasar una semana alejados de la ciudad. Todo parece ir bien hasta que uno de los chicos sale de caza y por accidente dispara a un extraño. Más tarde el extraño aparece en la cabaña pidiendo ayuda, pero los chicos asustados intentan alejarlo de la zona; a lo que el hombre responde intentando llevarse su coche para ir a la ciudad, pero una vez dentro comienza a vomitar algo que parece ser sangre, tiñendo de rojo toda la camioneta. Los chicos intentan bajarlo a golpes y accidentalmente le prenden fuego a todo su cuerpo, este huye del lugar y muere en la represa del río que abastece de agua a la zona. 
Posteriormente una de las dos chicas bebe agua contaminada del río, la cual hace que contraiga la dolencia que parecía tener el extraño. A raíz de ello y en adelante, el grupo de amigos intentará sobrevivir a lo que parece ser algún tipo de infección de la piel, cuyo origen es el hombre al que dispararon y que los irá matando lentamente. Sus síntomas son: fatiga extrema y asco, esto sucede durante las primeras horas de la infección; el segundo síntoma es una especie de sarpullido que cubre la zona afectada, este se empieza a desarrollar entre las primeras 8 y 18 horas después de haber comenzado el contagio; conforme pasa el tiempo, este sarpullido se convierte en graves lesiones en la piel similares a hoyos negros; asimismo el sarpullido se empieza a propagar por toda la piel una vez que esta se empieza a caer; mientras este proceso ocurre la heridas se van haciendo cada vez más profundas, hasta el punto de llegar a sangrar —durante esta etapa la piel de la víctima se necrosa—; después de esto los órganos internos empiezan a dejar de funcionar, llevando a la víctima a sufrir severas hemorragias internas; los últimos síntomas que presentan los infectados son dificultad para respirar, tosidos y vómitos de sangre, lo que, sumado a las hemorragias internas, dejan en muy mal estado a la persona infectada; dentro de 24 horas de haber contraído la infección la persona deja de moverse, puesto que sus tejidos están muy degradados, además de que el enfermo tiende a perder y recuperar la consciencia, sumado a una dificultad para hablar; poco después de las 24 horas el infectado muere.

## Reparto
- Rider Strong como Paul
- Jordan Ladd como Karen
- James DeBello como Bert
- Cerina Vincent como Marcy
- Joey Kern como Jeff
- Arie Verveen como Henry
- Giuseppe Andrews como Oficial Winston Olsen
- Matthew Helms como Dennis
- Eli Roth como Justin "Grimm"
- Hal Courtney como Tommy

## Cultura Popular
- La banda estadounidense de post-hardcore Ice Nine Kills basa la canción "A Rash Decision" a la película, siendo el tercer corte de su disco The Silver Scream 2: Welcome to Horrorwood.